# 萨姆·郭
萨曼莎·郭（英語：Samantha Quek，1988年10月18日—），生于利物浦，英国女子曲棍球运动员。她曾代表英国国家队参加2016年夏季奥林匹克运动会曲棍球比赛，获得一枚金牌。